# Never Say No to Panda
Never Say No to Panda ("Nunca digas no al panda") es una serie de anuncios comerciales producidos en Egipto por Advance Marketing para Arab Dairy, que fabrican Panda Cheese (queso de Panda). Estos anuncios, que detallan a un oso panda que aterroriza a la gente por no querer probar su queso, se convirtieron en un fenómeno viral de Internet. Los anuncios fueron creados por la agencia Elephant Cairo y escritos por Ali Ali and Irving Gaytan.

## Premisa
En cada anuncio, se ofrece queso Panda a una persona pero esta lo rechaza. Esto provoca que aparezca de repente un oso panda en frente de ellos mientras empieza a sonar de fondo la canción Buddy Holly - True Love Ways. El panda mira fijamente a la persona por unos segundos antes de tener una reacción silenciosa pero violenta, destrozando objetos alrededor de ellos, como romper un ordenador de una oficina o verter salsa sobre varias pizzas que estaban siendo preparadas. Un ejemplo es un par de anuncios detallando un padre y su hijo comprando en un supermercado. El hijo sugiere comprar queso Panda, pero el padre dice que el carro está lleno. El panda aparece y le mira fijamente al padre antes de volcar el carro y pisotear los productos que tenía. En un segundo anuncio donde el padre y el hijo vuelven al supermercado, el padre es intimidado por el panda lo suficiente como para comprar dos paquetes de queso Panda, con lo que el oso les deja pasar pero siguiéndoles después.

## Premios
En 2010 los anuncios ganaron dos grandes premios en el Dubai Lynx International Advertising Festival en mayo, un León de plata Festival Internacional de Creatividad Cannes Lions en junio y un oro en la Epica Awards.